# Karin Taube
Karin Maria Taube, född 1 april 1945, är en svensk professor i pedagogik. Hennes forskningsområde är läs- och skrivutveckling hos barn. Hon är professor emerita vid Umeå Universitet, på institutionen för språkstudier, samt gästprofessor på Mälardalens Högskola, på akademin för utbildning, kultur och kommunikation.
Taubes forskning har mest inriktat sig på skillnader i läsförmåga mellan olika grupper såsom pojkar, flickor och barn med annat modersmål än svenska. Andra forskningsområden är dyslexi, kopplingen mellan självbild och läskunnighet samt pedagogik på universitet.
År 2014 tilldelades hon Ingvar Lundberg-priset.